# Palaeorhiza apicata
Palaeorhiza apicata is een vliesvleugelig insect uit de familie Colletidae. De wetenschappelijke naam van de soort is voor het eerst geldig gepubliceerd in 1863 door Smith.